# Caesalpinia enneaphylla
Caesalpinia enneaphylla är en ärtväxtart som beskrevs av William Roxburgh. Caesalpinia enneaphylla ingår i släktet Caesalpinia och familjen ärtväxter. Inga underarter finns listade i Catalogue of Life.